# ミロ・オーシャ
ミロ・オーシャ（Milo O'Shea、1926年6月2日 - 2013年4月2日）は、アイルランドの俳優。

## 出演作品
- ザ・ホワイトハウス5（アシュランド連邦最高裁長官）
- 揺れる評決
- ＯＺ／オズ シーズン3
- 恋はワンダフル!?
- そりゃないぜ!?　フレイジャー シーズン3
- トゥルーラブ
- 微笑みがえし
- ブッチャー・ボーイ
- ドリーム・チーム
- カイロの紫のバラ
- 評決（ホイル判事）
- 緊迫のコックピット／ザ・パイロット
- シェークスピア連続殺人!!血と復讐の舞台
- ダブリンのわな
- むく犬ディグビー
- 死刑台のメロディ
- さまよえる天使
- ロミオとジュリエット（ローレンス神父）
- バーバレラ
- ユリシーズ
- 滑りこみアウト!
- スピン・シティ　シーズン2　第24話